# Horst Paulmann
Horst Paulmann Kemna (Kassel, 22 de marzo de 1935-Hannover, 11 de marzo de 2025) fue un empresario germano-chileno, fundador del holding chileno Cencosud, la mayor cadena de retail de Chile y una de las más grandes de América Latina. En 2018, fue considerado por la revista Forbes como el segundo hombre más rico de Chile y el 422.º a nivel mundial. Para 2023, su fortuna se estimaba en 3700 millones de dólares, según la misma publicación.

## Biografía

### Vida personal
Su padre, Karl Werner Paulmann, fue miembro del partido nacionalsocialista y Obersturmbannführer de las SS. A partir de 1942, se desempeñó como juez superior y jefe de la oficina central de justicia de las SS y de la policía en la ciudad alemana de Kassel, donde estuvo a cargo de casos de corrupción dentro de las SS. En este cargo, Karl Werner Paulmann fue responsable de la muerte del ciudadano Johannes Walter.
Tras el fin de la Segunda Guerra Mundial, Horst Paulmann y su familia, compuesta por sus padres y siete hermanos, huyeron de Alemania en 1946 y cruzaron los Alpes hacia Italia, desde donde continuaron su viaje a Argentina en 1948. Debido a que su padre era buscado en Argentina, la familia se trasladó a Chile en 1950.
A los 13 años, Paulmann trabajó como telefonista en Buenos Aires y luego se dedicó a la fabricación de juguetes de madera. La familia se estableció en Temuco, en el sur de Chile, en una zona con fuerte presencia alemana, donde el padre consiguió un puesto como concesionario del Club Alemán y del Club de La Unión.
En 1952, la familia alquiló las Termas de Menetué (que Horst administró con su madre) y también adquirieron un restaurante local llamado Las Brisas (administrado por su hermano Jürgen Paulmann y sus hermanas), el cual posteriormente transformaron en un supermercado. Tras la muerte de su padre, Horst y su hermano Jürgen ampliaron Las Brisas y crearon una cadena de supermercados. Jürgen se separaría luego de los negocios de su hermano, quien a su vez construyó Jumbo, el primer hipermercado en la Av. Kennedy, de unos 4000 metros cuadrados, que sentaría las bases del holding Cencosud.
Horst Paulmann tuvo cuatro hijos. Los tres primeros, Manfred, Peter y Heike, fueron fruto de su matrimonio con Helga Koepfer (fallecida en 2014). El cuarto, Hans Dieter (nacido en 2018), fue con su posterior pareja, Katherine Bischof.
Falleció el 11 de marzo de 2025 a los 89 años mientras dormía, durante una visita que realizaba junto a su hijo Peter a sus familiares en Alemania.Horas después de conocerse su muerte, Cencosud instaló libros de condolencias físicos en todas sus sucursales. Sus restos fueron traídos a Chile unos días después. Una carroza fúnebre pasó el 16 de marzo por las afueras del mall Cenco Costanera, donde los trabajadores de Cencosud lo despidieron por última vez, junto a su pareja Katherine y su hijo menor, Hans Dieter. Fue velado en el Templo del Parque del Recuerdo de Huechuraba ese mismo día, y su funeral se realizó de manera privada al día siguiente, el 17 de marzo.

### Carrera empresarial
Cencosud fue fundada por Horst Paulmann el 10 de noviembre de 1978, cuando asumió el rol de director ejecutivo y presidente del directorio. Cencosud emplea a más de 150 mil personas en Chile, Argentina, Colombia, Brasil y Perú, donde opera cadenas de supermercados (como Jumbo, Santa Isabel, Disco, Vea, Gbarbosa, Prezunic, Bretas, Perini, Wong y Metro), multitiendas (como París), tiendas para el mejoramiento del hogar (como Easy y Blaisten), centros comerciales y el negocio del crédito (con más de 4,3 millones de tarjetas de crédito emitidas). Uno de sus proyectos más ambiciosos fue el complejo Costanera Center, que incluye la torre más alta de América del Sur con 300 metros, un mall de seis niveles, un hotel y torres de oficinas.
En 2004, Cencosud comenzó a cotizar sus acciones en la Bolsa de Comercio de Santiago, y desde 2011 también en la de Nueva York (NYSE). La familia Paulmann es la principal accionista de Cencosud. Sus hijos Manfred, Peter y Heike Paulmann Koepfer han representado a Cencosud en su directorio y han formado parte del acuerdo de consejo de administración para la sucesión del presidente en la conducción de la compañía.
En febrero de 2021, se anunció que, por motivos de salud (incluyendo una internación en la Clínica Las Condes), Horst Paulmann dejaría temporalmente sus funciones en Cencosud, y su hija Heike Paulmann asumiría interinamente el cargo. En julio de 2021, debido a su prolongada licencia médica, se oficializó su salida de la presidencia de la empresa, asumiendo oficialmente en el cargo su hija Heike, aunque en aquella ocasión se mantuvo en el directorio junto a sus hijos, repartidos entre Cencosud y el brazo inmobiliario Cencosud Shopping. Dejaría el directorio definitivamente en abril de 2022, y su hija Heike anunció que buscaría, junto con el directorio, nombrarlo presidente honorario de la empresa. En diciembre de 2023, su hija Heike dejó la presidencia de Cencosud y asumió en su reemplazo Julio Moura.

### Otras actividades
Paulmann se desempeñó como presidente del Comité Permanente Binacional de Negocios entre Chile y Argentina, y fue miembro activo de la Asociación Empresaria de Argentina. Además, ocupó cargos directivos en la Cámara de Comercio de Alemania y en la Cámara de Comercio de Chile.

## Controversias

### Nacionalidad por gracia especial
En septiembre de 2005, Horst Paulmann recibió la nacionalidad chilena por gracia especial, mediante un proyecto de ley impulsado por el gobierno del presidente Ricardo Lagos y aprobado por el Congreso Nacional de Chile. La medida fue promulgada por la presidenta Michelle Bachelet.
La concesión de la nacionalidad fue cuestionada por el senador Jaime Naranjo, quien planteó dudas sobre las prácticas laborales de Paulmann y su relación con Colonia Dignidad. Paulmann rechazó las acusaciones, explicando que su vínculo con la colonia se limitaba a transacciones comerciales relacionadas con productos de supermercado. El proyecto de ley fue aprobado por el Senado con 25 votos a favor, uno en contra y diez abstenciones.

### Antecedentes nazis de su padre en Alemania
En febrero de 2012, una investigación periodística publicada en el medio chileno El Mostrador reveló que el padre de Horst Paulmann, Karl Werner, había sido un jerarca y juez del brazo militar del Partido nazi en Alemania. Karl Werner Paulmann, quien en su juventud formó parte de grupos militares, alcanzó el rango de mayor. Tras la guerra, se abrieron procesos judiciales en su contra por crímenes cometidos entre 1943 y 1945. Sin embargo, las investigaciones no avanzaron debido a la muerte natural de Karl Werner Paulmann en 1958. En el informe para la solicitud de la ciudadanía por gracia especial de Horst Paulmann, se menciona que su padre fue un abogado, doctor en derecho y juez. La Comisión de Derechos Humanos, Nacionalidad y Ciudadanía añadió que, como soldado de la Wehrmacht, estuvo prisionero de guerra al finalizar el conflicto.

### Ética empresarial
Tras el terremoto de Chile de 2010, Cencosud, empresa de Paulmann, ingresó al país 183 camiones con mercancía declarada como «ayuda humanitaria». Sin embargo, estos productos, que no pagaron impuestos al ser catalogados como donaciones, fueron comercializados por la empresa en lugar de ser destinados a los afectados por el sismo. El Juzgado de Garantía de Los Andes procesó a dos gerentes y dos exejecutivos de Cencosud por contrabando y fraude al Fisco.

## Reconocimientos
- Empresario del año por el Diario Financiero (2012).[33]
- World Entrepreneur of The Year 2012, otorgado por Ernst & Young (2012).[34]
- Premio Konex, en la categoría Empresarios del Comercio y de los Servicios (2008).[35]
- Socio del Año, reconocido por la Cámara Chileno-Alemana de Comercio e Industria (2007).
- Premio Extensión Universitaria, otorgado por la Universidad Mayor (2006).[36]
- Distinción Personas y Desarrollo, conferida en el marco del Congreso Percade (2006).[37]
- Nacionalidad Chilena por gracia (2005).[38]
- Premio ICARE, como Empresario del año (2005).[39]
- Premio ASA Salvador D’Anna, como Mejor Empresario de Retail del Año en Argentina (2005).[35]
- Condecoración de la Orden de Mayo en su grado de Comendador, otorgada por Argentina (2004).[35]
- Premio Diego Portales, como Empresario Destacado (2004).[40]